# 大塚美枝子
大塚 美枝子（おおつか みえこ 1950年 - ）は、日本の実業家・パイロット。

## 来歴
1950年東京都生まれ。和光大学人文学部卒。大学時代からモデルの仕事をやりながら単身ハワイに渡り日本女性初の事業用双発機ライセンス取得、後にサークルレインボーエアーを設立。
父親は元特攻隊員である。ホノルル日本人商工会議所初女性会頭、ハワイ商工会議所元理事、国連女性開発委員会、日米協会、など多数の団体に所属。
- 1975年 プライベート・パイロット・ライセンス取得。
- 1976年 コマーシャル・パイロット・ライセンス取得。
- 1977年 双発機ライセンス取得。
- 1978年 インストルメントライセンス取得。パノラマ航空入社。
- 1979年 サークル・レインボー・エアー設立。
- 2013年 NPO法人若葉ネットワーク会長。

## 著書・ 脚注
1. ↑  『青春テイク・オフ・お嬢さんパイロット奮戦記』 (1979年)　朝日ソノラマ

　　 2. 『女は25才からがおもしろい』(1986年）主婦の友社